# Penthema bowringi
Penthema bowringi är en fjärilsart som beskrevs av Chun 1929. Penthema bowringi ingår i släktet Penthema och familjen praktfjärilar. Inga underarter finns listade i Catalogue of Life.